# グラスホッパー (岩田光央の曲)
「グラスホッパー」は、岩田光央の10作目のシングル。2013年7月31日にLantisから発売された。

## 概要
前作「GO AHEAD!」から約7ヶ月ぶりのリリースとなる2013年唯一のシングル。本作は自身の誕生日でシングルリリースをした。

## 収録曲
（全作詞：岩田光央、作曲・編曲：遠藤智義）
1. グラスホッパー [3:34]
2. おねだりジェシカ [4:04]
3. スーパーチャージ [4:09]